# Marco Taradash
Marco Taradash (Livorno, 19 maggio 1950) è un giornalista e politico italiano.

## Biografia
Nasce a Livorno il 19 maggio 1950, da madre livornese e padre newyorkese, giunto in Italia con le forze armate alleate. Il cognome ha una origine ebraica ucraina, ma mentre la nonna, Zweig, mantenne fede ebraica, il nonno paterno, fuggito da piccolo con la famiglia negli Stati Uniti, si convertì più tardi al cattolicesimo, ed il padre al protestantesimo.
Nel 1968 si iscrive alla Gioventù Liberale, organizzazione giovanile del Partito Liberale Italiano, che lascia alla metà degli anni '70, dopo essere stato sessantottino, per aderire al Partito Radicale di Marco Pannella. Dopo la maturità classica ha frequentato gli studi universitari nel corso di laurea in Filosofia di Pisa, e i corsi economico-sociali del Ceses di Venezia, presieduto da Renato Mieli. Poi intraprende, tra il 1975 ed il 1977 una lunga esperienza giornalistica, cominciata a TVL Radiotelevisione Libera, emittente privata livornese da lui fondata con Paolo Romani e altri coetanei. Nel 1977 si trasferisce a Roma iniziando a collaborare con il gruppo parlamentare Radicale federalista europeo e con Radio Radicale. Alla fine del 1979 risale la nascita di "Stampa e regime", rivista che ha curato per sei giorni alla settimana per dieci anni, fino all'elezione al Parlamento Europeo nel 1989. Grazie a Stampa e Regime ha anche ottenuto uno dei più noti premi giornalistici italiani, "Il Premiolino". Nel 1981 è diventato anche redattore del mensile di informazione sui media, cioè Prima Comunicazione, grazie alla quale, nel 1990, è diventato giornalista professionista. Ha collaborato per diversi periodi a varie testate, tra cui L'Espresso diretto da Giovanni Valentini, e, più tardi, Il Foglio.
Dopo aver fondato nella metà degli anni ottanta il Coordinamento Radicale Antiproibizionista (CORA) con Giancarlo Arnao e Luigi Del Gatto, nel 1989 viene eletto nel Parlamento europeo con la Lista Antiproibizionista di matrice radicale e deputato nel Parlamento italiano, prima con i radicali nel 1992, e poi con i Riformatori pannelliani alleati con Forza Italia diventando Presidente della Commissione di vigilanza sulla Rai. Nel 1995 lascia il Partito radicale per divergenze sulla linea politica e fonda la Convenzione Per la Riforma Liberale, che porterà in Parlamento con Forza Italia alcuni fra i protagonisti della cultura liberale del tempo: Lucio Colletti, Piero Melograni, Marcello Pera, Giorgio Rebuffa. Nel 1996 viene eletto di nuovo alla Camera nelle liste di Forza Italia, che abbandona nel 1999 a seguito del rifiuto di Silvio Berlusconi di sostenere alcuni referendum, fra cui quello per l'abolizione della legge elettorale e della separazione delle carriere fra magistrati della pubblica accusa e giudici. Non viene di conseguenza ricandidato nel 2001, per cui riprende l'attività giornalistica curando tra l'altro ogni sabato mattina, su proposta di Marco Pannella, la rassegna stampa di Radio Radicale "Stampa e Regime".
Per il suo impegno nella difesa degli imputati, poi condannati, per l'omicidio di Marta Russo a Roma viene querelato per diffamazione sia dai magistrati dell'accusa da Gabriella Alletto, teste nel processo per l'omicidio di Marta Russo, ma viene prosciolto. Taradash aveva accusato la donna di false dichiarazioni indotte dagli inquirenti..
In televisione, ha condotto delle trasmissioni di approfondimento politico, Iceberg su Telelombardia e, in seguito, La Zona Rossa su Rete 4. Nel 2005 fonda, assieme a Peppino Calderisi, che come lui ha militato nei radicali e FI, Benedetto Della Vedova, Carmelo Palma e Emilia Rossi, ex Radicali, un nuovo movimento politico, chiamato Riformatori Liberali. Tra il 2007 e il 2008 conduce una rassegna stampa on-line chiamata 11 Minuti, comparendo in alcuni talk-show televisivi nazionali e locali in veste di politologo e opinionista. Collabora con il quotidiano telematico L'Occidentale, organo della Fondazione Magna Carta. Tra il 2007 e il 2008 lavora all'effimera TV della Libertà, fondata da Michela Vittoria Brambilla.
A metà febbraio 2009 viene ufficializzata la candidatura di Taradash a sindaco della sua città natale, Livorno, città da sempre governata dalla sinistra, presentandosi con una lista civica, Governare Livorno, con il sostegno del Popolo della Libertà e fra gli altri di Altero Matteoli, Ministro delle infrastrutture e trasporti. Alle elezioni del 6 e 7 giugno 2009 ottiene una percentuale di voti di poco superiore al 28%, non riuscendo ad arrivare al ballottaggio con il sindaco uscente Alessandro Cosimi, candidato per il Partito Democratico che ottiene il 51,5 per cento. Al termine delle elezioni annuncia comunque di voler restare in città a fare opposizione al sindaco vincitore. Nel 2010 si candida alle elezioni regionali toscane e viene eletto consigliere. Nel 2012 crea a Firenze l'evento Sedizione Liberale, volto a riavviare una iniziativa politica riformatrice in Italia.
A novembre 2013 con la scissione del PdL, sceglie la posizione del Nuovo Centrodestra, il partito fondato da Angelino Alfano, ma non ne condivide la rapida involuzione conservatrice e clericale. È rimasto sempre iscritto al Partito Radicale Transnazionale e agli altri soggetti della galassia radicale.
Oppositore del Movimento 5 Stelle sin dalle origini e della Lega Nord di Matteo Salvini, nel 2018 dà vita a CentroMotore, una associazione politica che ha come obiettivo la costruzione di una lista unitaria per le europee del 2019 e le successive elezioni politiche di tutte le iniziative civiche e dei soggetti politici che si riconoscono nella democrazia liberale rappresentativa, nello Stato di diritto e giustizia giusta, nella libertà di mercato e nella collocazione europea e atlantista.
Alle elezioni europee del 2019 è stato candidato al Parlamento europeo, tra le liste di +Europa nella circoscrizione Italia centrale, ma non viene eletto.
Nel maggio del 2024, in occasione delle elezioni europee, viene candidato per la lista di scopo Stati Uniti d'Europa (costituita da +Europa, Italia Viva e altri partiti) nella circoscrizione nord-occidentale. Raccoglie 5.473 preferenze piazzandosi quarto nella lista che non supera però lo sbarramento.

## Vita privata
Ha un figlio, Giacomo, nato nel 1993, ed è sposato, dal 2016, in seconde nozze, con l'avvocato Emilia Rossi, componente del Collegio del Garante nazionale dei diritti delle persone detenute o private della libertà personale.